# 富倫湖 (施特蘭德)
54°25′55″N 10°09′36″E / 54.432°N 10.16°E

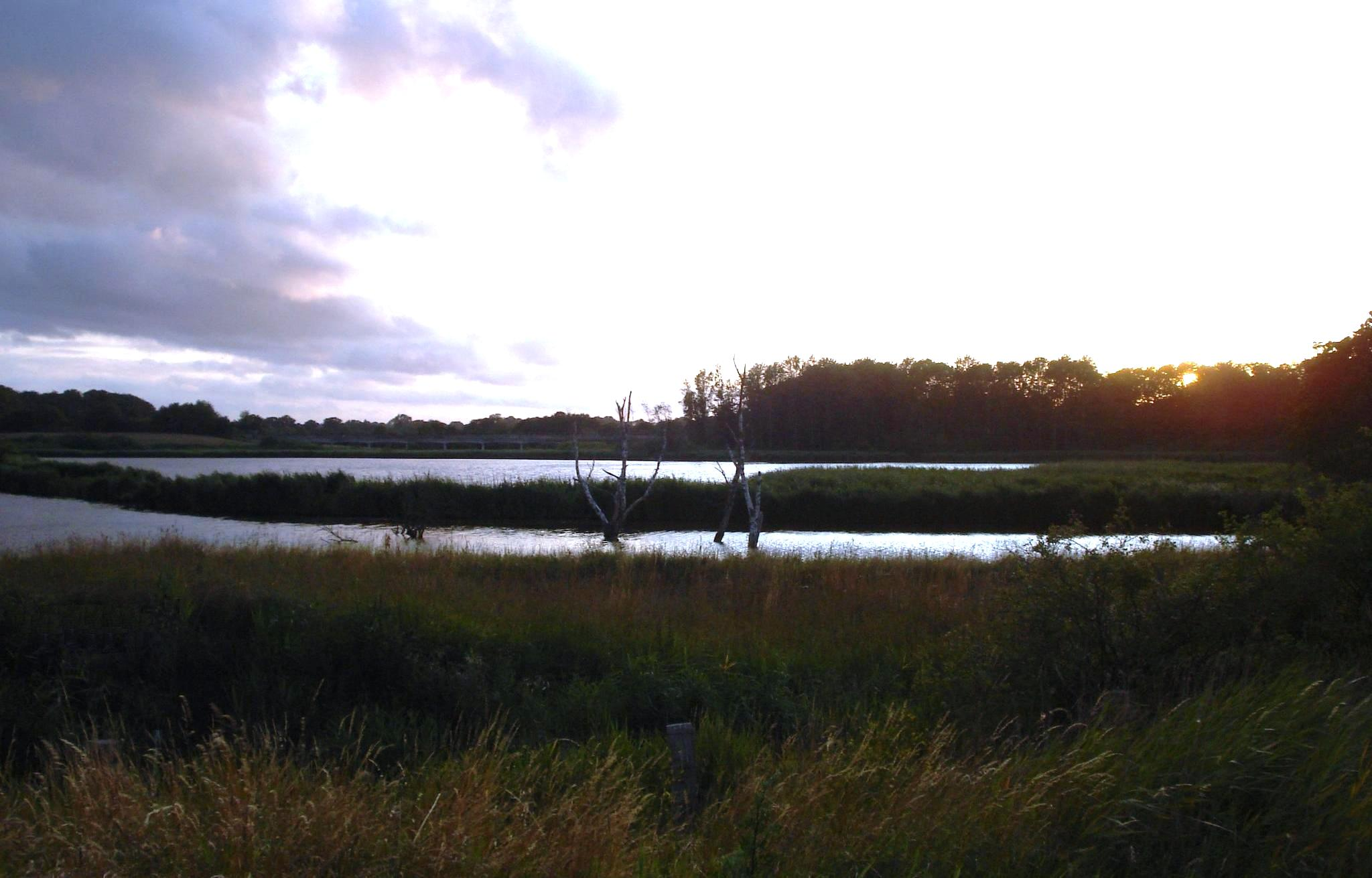

富倫湖（德語：Fuhlensee），是德國的湖泊，位於該國北部石勒蘇益格-荷爾斯泰因州，由倫茨堡-埃肯弗德縣負責管轄，面積0.15平方公里，湖岸線長度1.8公里。